# Salman Khan (actor)
Salman Khan (en hindi: सलमान ख़ान, en urdu: سلمان خان‎, pronunciado səlˈmɑːn ˈxɑːn; nació el 27 de diciembre de 1965) es un actor, cantante y productor indio que aparece en los filmes de Bollywood.
Khan, que hizo su debut en la actuación con el filme Biwi Ho To Aisi (1988), tuvo su primer éxito comercial con Maine Pyar Kiya (1989), y ganó un Filmfare Best Male Debut Award por su actuación. Fue la estrella en algunas de las mejores películas de Bollywood como Saajan (1991), Hum Aapke Hain Kaun (1994), Karan Arjun (1995) y Biwi No.1 (1999), habiendo aparecido en las más taquilleras en 5 años no seguidos en toda su carrera.
En 1999, Khan ganó el Premio Filmfare al Mejor Actor de reparto por su aparición secundaria en Kuch Kuch Hota Hai (1998), y desde ahí protagonizó varios éxitos de la crítica y comerciales, incluyendo Hum Dil De Chuke Sanam (1999), Tere Naam (2003), No Entry (2005) Partner (2007) y Wanted (2009). Khan se ha establecido como uno de los más prolíficos actores de Bollywood. Sus problemas con novias y la ley le hicieron ganar la reputación de "el chico malo de Bollywood", hasta que después de un largo litigio que finalizó el 5 de abril de 2018, Khan fue condenado a 5 años de prisión por caza furtiva de especies protegidas.

## Carrera

### Años 1980
Salman Khan hizo su debut en 1988, en la película Biwi Ho To Aisi donde él hizo un rol secundario.Su primer rol protagónico fue en la película de Sooraj R. Barjatya Maine Pyar Kiya (1989). Este filme fue uno de los más taquilleros de la India.
 Ha ganado un Premio Filmfare al Mejor Debut, y una nominación a Premio Filmfare al Mejor Actor.
Maine Pyar Kiya fue el más grande hit de la India en 1989, uno de lo más taquilleros de Bollywood en los 80's, y estableció a Khan en la industria.

### Años 1990
1990 vio solo un filme protagonizado por Khan, Baaghi. Su película Hum Aapke Hain Kaun con Madhuri Dixit es la cuarta película más taquillera del cine hindi. En 1995 protagonizó la comedia de culto de Rakesh Roshan Andaz Apna Apna. Ganó un Premio Filmfare al Mejor actor de reparto por Kuch Kuch Hota Hai y recibió su segunda nominación por el Premio Filmfare al Mejor actor por Hum Dil De Chuke Sanam.

### Años 2000

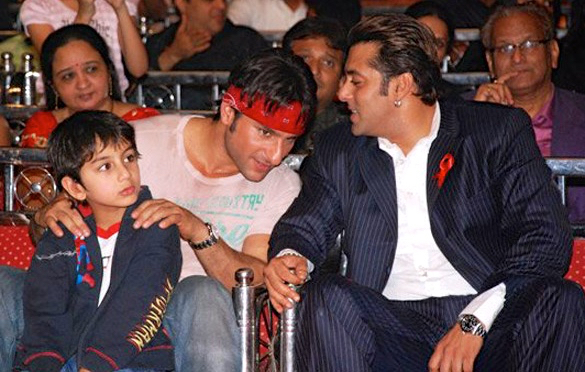
Saif Ali Khan y Salman Khan en 2007

Durante los años 2000 Khan tuvo algunos éxitos como Tere Naam (2003), Mujhse Shaadi Karogi (2004) y No Entry (2005). En 2008 se hizo el presentador del programa de telerrealidad 10 Ka Dum. Volvió a la segunda temporada de 10 Ka Dum en 2009. La segunda película más taquillera del año fue la producción de Prabhu Deva protagonizada por Khan Wanted.

### Años 2010
Después del fracaso de Veer en 2010 la película de parodia Dabangg batió muchos récords de taquilla. Actualmente es la segunda película más taquillera en todo la historia de Bollywood. La primera película de Khan de 2015, Bajrangi Bhaijaan, publicado el Eid recibió críticas positivas de los críticos y el público y se rompió varios récords de taquilla tras su liberación. La película estableció un récord de todo el fin tiempo para recoger ₹ 1020 millones(US $ 15 millones) en su primer fin de semana en taquilla y se convirtió en la película consecutiva octavo de Salman Khan recaudó más de 100 millones de rupias. [72] La película taquillera ₹ 1840000000 (US $ 27 millones) en su primera semana batir el récord anterior de PK . [73] Khan de primera y convertirse en una segunda Bollywood película después de PK para entrar en club 300. [74] La película es actualmente el segundo segunda más taquillera películas de Bollywood en la India y en todo el mundo con la colección de más de 600 millones de rupias. [75] Bajrangi Bhaijaan cruzó 300 millones de rupias en los 20 días de su lanzamiento y se convirtió en el segundo más alto grosera hasta la fecha en la India [76] [77]
A partir de octubre de 2015, Khan ha completado el trabajo en Sooraj Barjatya 's Prem Ratan Dhan Payo en la que interpreta el papel dual. Ha firmado por el director Ali Zafar Abbas próxima película 's, titulado Sultan , producido por Yash Raj Films para ser lanzado el Eid 2016. La segunda película de Khan de 2015, Prem Ratan Dhan Payo, publicado el Día de la Independencia recibió críticas mixtas de los críticos y el público y se rompió varios récords de taquilla tras su liberación. La película se convirtió en la película consecutiva novena de Salman Khan recaudó más de 100 millones de rupias. La película recaudó ₹ 1,73 mil millones (US $ 27 millones) en su primera semana. A partir del 25 de noviembre de la película recogió ₹ 2.01 billion, Khan es el único actor para dar tres espalda con espalda películas que recoge más de ₹ 200 millones de rupias (US $ 30 millones).

## Vida personal
En 2008 Salman Khan tuvo su propia réplica de cera en el Museo Madame Tussauds. Debido a la prohibición de imágenes humanas en el islam, un muftí indio emitió una fetua contra Khan.
Mantuvo una turbulenta relación con la actriz de Bollywood Aishwarya Rai (su coestrella de Hum Dil De Chuke Sanam) con alegaciones de malos tratos. Ha tenido problemas con la ley también. En 2002, conduciendo bajo los efectos del alcohol, mató a un hombre sin hogar lo que le supuso una condena en 2015 a 5 años de prisión. En 2006 un tribunal indio le sentenció a cinco años de prisión por caza furtiva de la chinkara, una especie en peligro de extinción. Cumplió solo seis días de la condena. Actualmente mantiene una relación con la presentadora de televisiòn rumana Iulia Vantur.

## Galardones

### Premios Filmfare
- 1990: Filmfare Best Male Debut Award por Maine Pyar Kiya.
- 1999: Filmfare Best Supporting Actor Award por Kuch Kuch Hota Hai.

#### Bollywood Movie Awards
- 2002: Bollywood Movie Award - Most Sensational Actor, Chori Chori Chupke Chupke.

#### National Honour
- 2007: Rajiv Gandhi Award.[16]

#### Indian Telly Awards
- 2008: Best Anchor, Dus Ka Dum.
- 2009: Best Anchor, Dus Ka Dum.

## Filmografía
| Año  | Título                                | Rol                                        | Notas                                                                            |
| ---- | ------------------------------------- | ------------------------------------------ | -------------------------------------------------------------------------------- |
| 1988 | Biwi Ho To Aisi                       | Vicky Bhandari                             |                                                                                  |
| 1989 | Maine Pyar Kiya                       | Prem Choudhary                             | Ganador, Filmfare Best Male Debut Award Nominado, Premio Filmfare al Mejor actor |
| 1990 | Baaghi: A Rebel for Love              | Saajan Sood                                |                                                                                  |
| 1991 | Sanam Bewafa                          | Salman Khan                                |                                                                                  |
| 1991 | Patthar Ke Phool                      | Inspector Suraj                            |                                                                                  |
| 1991 | Kurbaan                               | Akash Singh                                |                                                                                  |
| 1991 | Love                                  | Prithvi                                    |                                                                                  |
| 1991 | Saajan                                | Akash Varma                                |                                                                                  |
| 1992 | Suryavanshi                           | Vicky/Suryavanshi Vikram Singh             |                                                                                  |
| 1992 | Ek Ladka Ek Ladki                     | Raja                                       |                                                                                  |
| 1992 | Jaagruti                              | Jugnu                                      |                                                                                  |
| 1992 | Nishchaiy                             | Rohan Yadav/Vasudev Gujral                 |                                                                                  |
| 1993 | Chandra Mukhi                         | Raja Rai                                   |                                                                                  |
| 1993 | Dil Tera Aashiq                       | Vijay                                      |                                                                                  |
| 1994 | Andaz Apna Apna                       | Prem Bhopali                               |                                                                                  |
| 1994 | Hum Aapke Hain Kaun...!               | Prem Niwas                                 |                                                                                  |
| 1994 | Chaand Kaa Tukdaa                     | Shyam Malhotra                             |                                                                                  |
| 1994 | Sangdil Sanam                         | Kishan                                     |                                                                                  |
| 1995 | Karan Arjun                           | Karan Singh/Ajay                           | Nominado, Premio Filmfare al Mejor actor                                         |
| 1995 | Veergati                              | Ajay                                       |                                                                                  |
| 1996 | Majhdhaar                             | Gopal                                      |                                                                                  |
| 1996 | Khamoshi: The Musical                 | Raj                                        |                                                                                  |
| 1996 | Jeet                                  | Raju                                       | Nominado, Premio Filmfare al Mejor actor de reparto                              |
| 1996 | Dushman Duniya Ka                     |                                            | Actuación especial                                                               |
| 1997 | Judwaa                                | Raja/Prem Malhotra                         | Double role                                                                      |
| 1997 | Auzaar                                | Inspector Suraj Prakash                    |                                                                                  |
| 1997 | Dus                                   | Captain Jeet Sharma                        | Película incompleta                                                              |
| 1997 | Deewana Mastana                       | Prem Kumar                                 | Actuación especial                                                               |
| 1998 | Pyaar Kiya To Darna Kya               | Suraj Khanna                               | Nominado, Premio Filmfare al Mejor actor                                         |
| 1998 | Jab Pyaar Kisise Hota Hai             | Suraj Dhanrajgir                           |                                                                                  |
| 1998 | Sar Utha Ke Jiyo                      |                                            | Actuación especial                                                               |
| 1998 | Bandhan                               | Raju                                       |                                                                                  |
| 1998 | Kuch Kuch Hota Hai                    | Aman Mehra                                 | Ganador, Premio Filmfare al Mejor actor de reparto Actuación especial            |
| 1999 | Jaanam Samjha Karo                    | Rahul                                      |                                                                                  |
| 1999 | Biwi No.1                             | Prem                                       | Nominado, Filmfare Best Comedian Award                                           |
| 1999 | Sirf Tum                              | Prem                                       | Actuación especial                                                               |
| 1999 | Hum Dil De Chuke Sanam                | Sameer Rafillini                           | Nominado, Premio Filmfare al Mejor actor                                         |
| 1999 | Hello Brother                         | Hero                                       |                                                                                  |
| 1999 | Hum Saath-Saath Hain: We Stand United | Prem                                       |                                                                                  |
| 2000 | Dulhan Hum Le Jayenge                 | Raja Oberoi                                |                                                                                  |
| 2000 | Chal Mere Bhai                        | Prem Oberoi                                |                                                                                  |
| 2000 | Har Dil Jo Pyar Karega                | Raj/Romi                                   |                                                                                  |
| 2000 | Dhaai Akshar Prem Ke                  |                                            | Actuación especial                                                               |
| 2000 | Kahin Pyaar Na Ho Jaaye               | Prem Kapoor                                |                                                                                  |
| 2001 | Chori Chori Chupke Chupke             | Raj Malhotra                               |                                                                                  |
| 2002 | Tumko Na Bhool Paayenge               | Veer Singh Thakur/Ali                      |                                                                                  |
| 2002 | Hum Tumhare Hain Sanam                | Suraj                                      |                                                                                  |
| 2002 | Yeh Hai Jalwa                         | Raj 'Raju' Saxena/Raj Mittal               |                                                                                  |
| 2003 | Love at Times Square                  |                                            | Actuación especial (canción)                                                     |
| 2003 | Stumped                               |                                            | Actuación especial (canción)                                                     |
| 2003 | Tere Naam                             | Radhe Mohan                                | Nominado, Filmfare Best Actor Award                                              |
| 2003 | Baghban                               | Alok Raj                                   | Nominado, Filmfare Best Supporting Actor Award Actuación especial                |
| 2004 | Garv: Pride and Honour                | Inspector Arjun Ranavat                    |                                                                                  |
| 2004 | Mujhse Shaadi Karogi                  | Sameer Malhotra                            |                                                                                  |
| 2004 | Phir Milenge                          | Rohit Manchanda                            |                                                                                  |
| 2004 | Dil Ne Jise Apna Kahaa                | Rishabh                                    |                                                                                  |
| 2005 | Lucky: No Time for Love               | Aditya                                     |                                                                                  |
| 2005 | Maine Pyaar Kyun Kiya?                | Dr. Samir Malhotra                         |                                                                                  |
| 2005 | No Entry                              | Prem                                       | Nominado, Filmfare Best Comedian Award                                           |
| 2005 | Kyon Ki                               | Anand                                      |                                                                                  |
| 2006 | Saawan: The Love Season               | Mensajero de Bhagaván                      |                                                                                  |
| 2006 | Shaadi Karke Phas Gaya Yaar           | Ayaan                                      |                                                                                  |
| 2006 | Jaan-E-Mann                           | Suhaan                                     |                                                                                  |
| 2006 | Baabul                                | Avinash Kapoor                             |                                                                                  |
| 2007 | Salaam-e-Ishq: A Tribute To Love      | Rahul                                      |                                                                                  |
| 2007 | Partner                               | Prem                                       |                                                                                  |
| 2007 | Marigold: An Adventure in India       | Prem                                       |                                                                                  |
| 2007 | Om Shanti Om                          | Él mismo                                   | Actuación especial,«Deewangi Deewangi»                                           |
| 2007 | Saawariya                             | Imaan                                      |                                                                                  |
| 2008 | God Tussi Great Ho                    | Arun Prajapati                             |                                                                                  |
| 2008 | Hello                                 | Él mismo                                   | Actuación especial                                                               |
| 2008 | Heroes                                | Balkar Singh/Jassvinder Singh              |                                                                                  |
| 2008 | Yuvvraaj                              | Deven Yuvvraaj                             |                                                                                  |
| 2009 | Wanted                                | Radhe                                      |                                                                                  |
| 2009 | Main Aurr Mrs Khanna                  | Samir Khanna                               |                                                                                  |
| 2009 | London Dreams                         | Maanu                                      |                                                                                  |
| 2009 | Ajab Prem Ki Ghazab Kahani            | Él mismo                                   | Actuación especial                                                               |
| 2010 | Veer                                  | Veer                                       |                                                                                  |
| 2010 | Prem Kaa Game                         | The Sutradhaar (Narrador)                  |                                                                                  |
| 2010 | Dabangg                               | Chulbul Pandey (Robinhood Pandey)          |                                                                                  |
| 2010 | Tees Maar Khan                        | Él mismo                                   | «Wallah Re Wallah»                                                               |
| 2011 | Ready                                 | Prem                                       |                                                                                  |
| 2011 | Bodyguard                             | Lovely Singh                               |                                                                                  |
| 2012 | Ek Tha Tiger                          | Manish Chandra/Avinash Singh Rathore/Tiger |                                                                                  |
| 2014 | Kick                                  | Devil/Devi Lal Singh                       |                                                                                  |
| 2015 | Bajrangi Bhaijaan                     | Bajrangi / Pawan Kumar Chaturvedi          |                                                                                  |
| 2015 | Prem Ratan Dhan Payo                  | Prem Dilwale / Yuvraj Vijay Singh          |                                                                                  |
| 2016 | Sultan                                | Sultan Ali Khan                            |                                                                                  |
| 2017 | Tubelight                             | Laxman Singh Bisht                         |                                                                                  |
| 2017 | Judwaa 2                              | Raja/ Prem                                 | Actuación especial                                                               |
| 2017 | Tiger Zinda Hai                       | Avinash Singh Rathore/Tiger                |                                                                                  |
| 2018 | Race 3                                | Sikander Singh                             |                                                                                  |
| 2018 | Yamla Pagla Deewana: Phir Se          |                                            | «Rafta Rafta Medley»                                                             |
| 2018 | Zero                                  |                                            | Actuación especial                                                               |
| 2019 | Bharat                                | Bharat                                     |                                                                                  |
| 2019 | Dabangg 3                             | Chulbul Pandey                             |                                                                                  |
| 2021 | Radhe                                 | Radhe                                      |                                                                                  |

## Otras lecturas
- Ghosh, Biswadeep (2004). Hall of Fame: Salman Khan. Mumbai: Magna Books. ISBN 8178092492.
- Being Salman Khan (en inglés)

- Datos: Q9543
- Multimedia: Salman Khan / Q9543